# مايك ودارد
مايك ودارد (بالإنجليزية: Mike Woodard)‏ هو لاعب كرة قاعدة أمريكي، ولد في 2 مارس 1960 في ملروز بارك في الولايات المتحدة.

## وصلات خارجية
- مايك ودارد على موقعبيزبول رفرنس.كوم (الدوري الرئيسي) (الإنجليزية)
- مايك ودارد على موقعبيزبول رفرنس.كوم (الدوري الثانوي) (الإنجليزية)